# Quan hệ Hoa Kỳ – Hy Lạp
Quan hệ Hoa Kỳ – Hy Lạp, là mối quan hệ được xây dựng dựa trên tình hữu nghị giữa hai nước là Hoa Kỳ và Hy Lạp.
Do các mối quan hệ lịch sử, chính trị, văn hóa và tôn giáo mạnh mẽ giữa hai quốc gia, Hoa Kỳ và Hy Lạp ngày nay được hưởng mối quan hệ ngoại giao thuận lợi và coi nhau là đồng minh. Quan hệ ngoại giao hiện đại giữa hai nước được diễn ra vào những năm 1830 và sau Chiến tranh Độc lập của Hy Lạp, nhưng phải đến năm 1868, hai nước mới đặt quan hệ ngoại giao chính thức. Ở thời điểm này, quan hệ giữa hai nước đang rất tốt đẹp.
Hoa Kỳ và Hy Lạp có quan hệ lịch sử, chính trị và văn hóa lâu đời dựa trên di sản phương Tây chung, các giá trị dân chủ chung, và tham gia như Đồng minh của nhau trong Thế chiến I, Thế chiến II, Chiến tranh Triều Tiên, Chiến tranh Lạnh và Chiến tranh chống khủng bố. Chính phủ hai nước hợp tác chặt chẽ trong các lĩnh vực tài chính, năng lượng, thương mại, công nghệ, học thuật, khoa học, tư pháp, tình báo và quân sự, cũng như thông qua nhiều tổ chức đa phương như Tổ chức An ninh và Hợp tác châu Âu (OSCE), Tổ chức Hợp tác và Phát triển Kinh tế (OECD), Tổ chức Hiệp ước Bắc Đại Tây Dương (NATO) và Liên hợp quốc mà trước đó hai nước là thành viên sáng lập. 
Hoa Kỳ đang là nhà đầu tư nước ngoài lớn nhất vào Hy Lạp. Kim ngạch song phương của hai nước lên tới 4,5 tỉ USD.

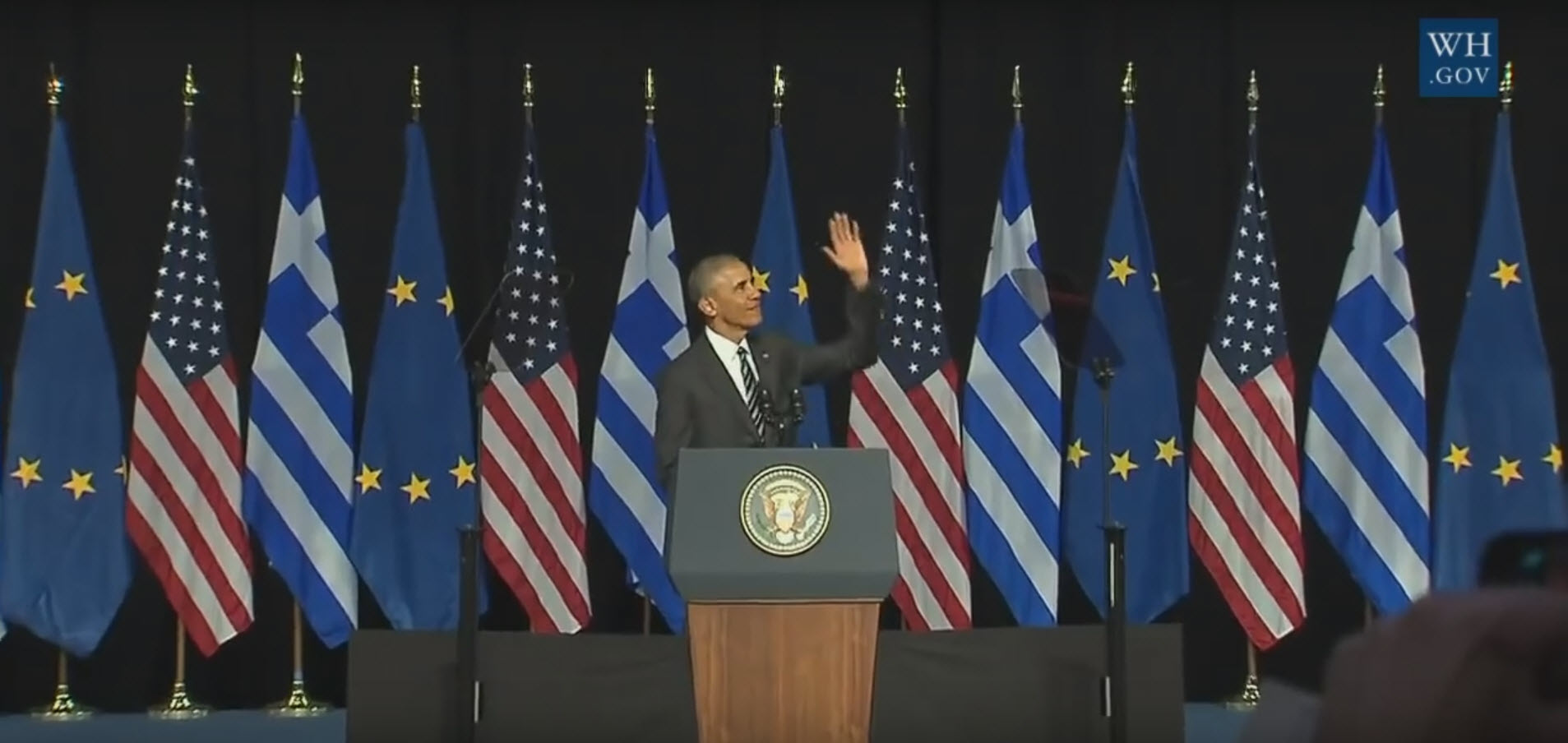
Tổng thống Obama trong cuộc họp báo tại Athens năm 2016

Hy Lạp có một Đại sứ quán ở Washington D.C và các Lãnh sự quán ở một số thành phố ở Hoa Kỳ. Hoa Kỳ có một Đại sứ quán ở Athens và một lãnh sứ quán ở Thessaloniki.

## Lịch sử

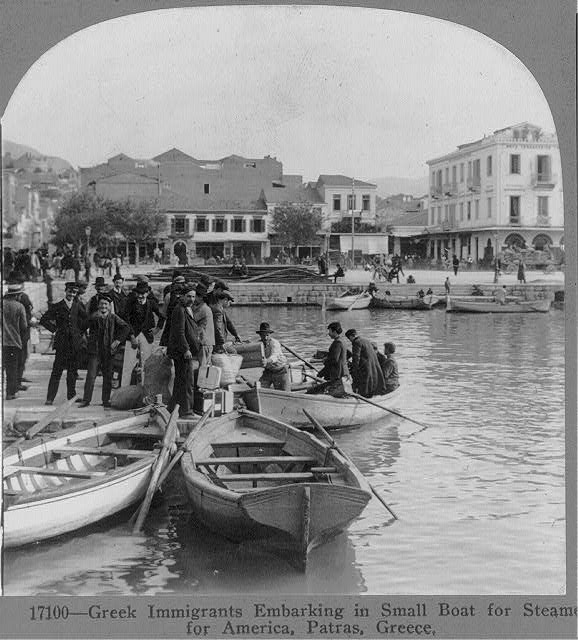
Những người Hy Lạp lái chiếc thuyền nhỏ để chở nước từ Mỹ đến cảng Patras năm 1910.

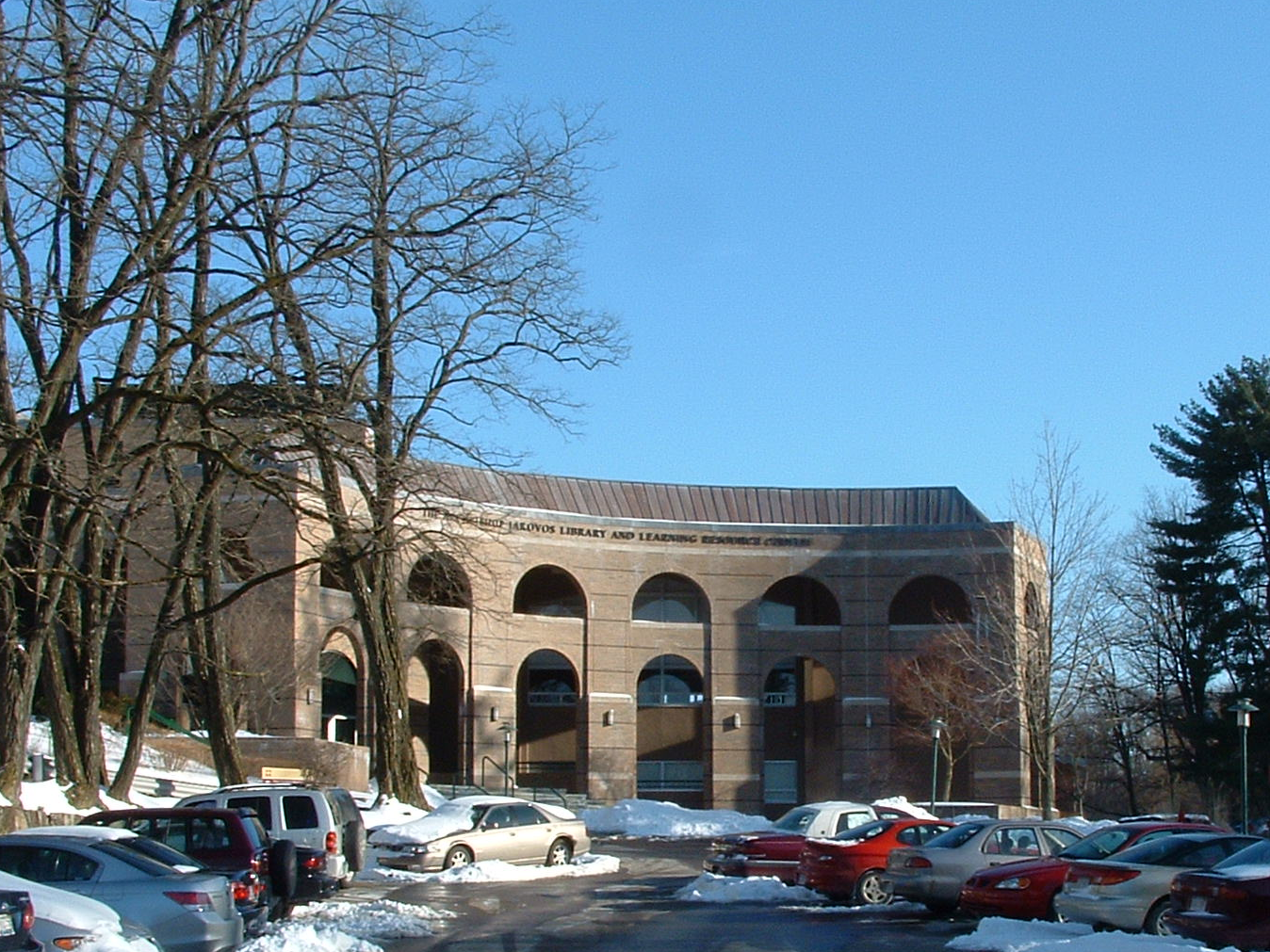
Tổng thư viện Iakovos, Đại học Hellenic và Trường Thần học Chính thống Hy Lạp Holy Cross tại Brookline, Massachusetts, Hoa Kỳ.

Bản phác thảo đầu tiên của Học thuyết Monroe năm 1823, bao gồm lời khen ngợi của các phiến quân Hy Lạp trong cuộc nổi dậy chống lại Đế chế Ottoman. Quan điểm của Hoa Kỳ ủng hộ mạnh mẽ Hy Lạp. Tuy nhiên Ngoại trưởng John Quincy Adams phản đối mạnh mẽ và hướng đi đó đã bị loại bỏ. Văn bản cuối cùng cho thấy chính phủ Hoa Kỳ không có ý định can thiệp vào các vấn đề Châu Âu. Tuy nhiên, như Angelo Repousis cho thấy, các công dân tư nhân bao gồm các nhà từ thiện, nhà truyền giáo và các nhà hoạt động chính trị lấy cảm hứng từ một tầm nhìn của Hy Lạp cổ đại đã hăm hở tham gia vào các vấn đề của Hy Lạp.
Ngày 9 tháng 11 năm 1837, Hoa Kỳ công nhận sự độc lập của Hy Lạp khi Bộ trưởng Mỹ tại London đã ký một hiệp ước Thương mại và Hàng hải với Bộ trưởng Hy Lạp tại London. Hành động này đánh dấu cuộc đàm phán đầu tiên của Hoa Kỳ với Hy Lạp và đại diện cho sự công nhận của Mỹ về Hy Lạp như ở quốc gia độc lập vào đầu những năm 1800. Trong cùng năm đó, Lãnh sự Hoa Kỳ đầu tiên Gregory A. Perdicaris lên cương vị tại Athens. Hiệp ước giữa thế kỷ XIX này đã dẫn tới sự ra đời của quan hệ Hy Lạp - Hoa Kỳ. Quan hệ một phần để giúp giải phóng và thiết lập Hy Lạp như một quốc gia vừa tách ra từ Đế chế Ottoman.

### Hai cuộc Thế Chiến

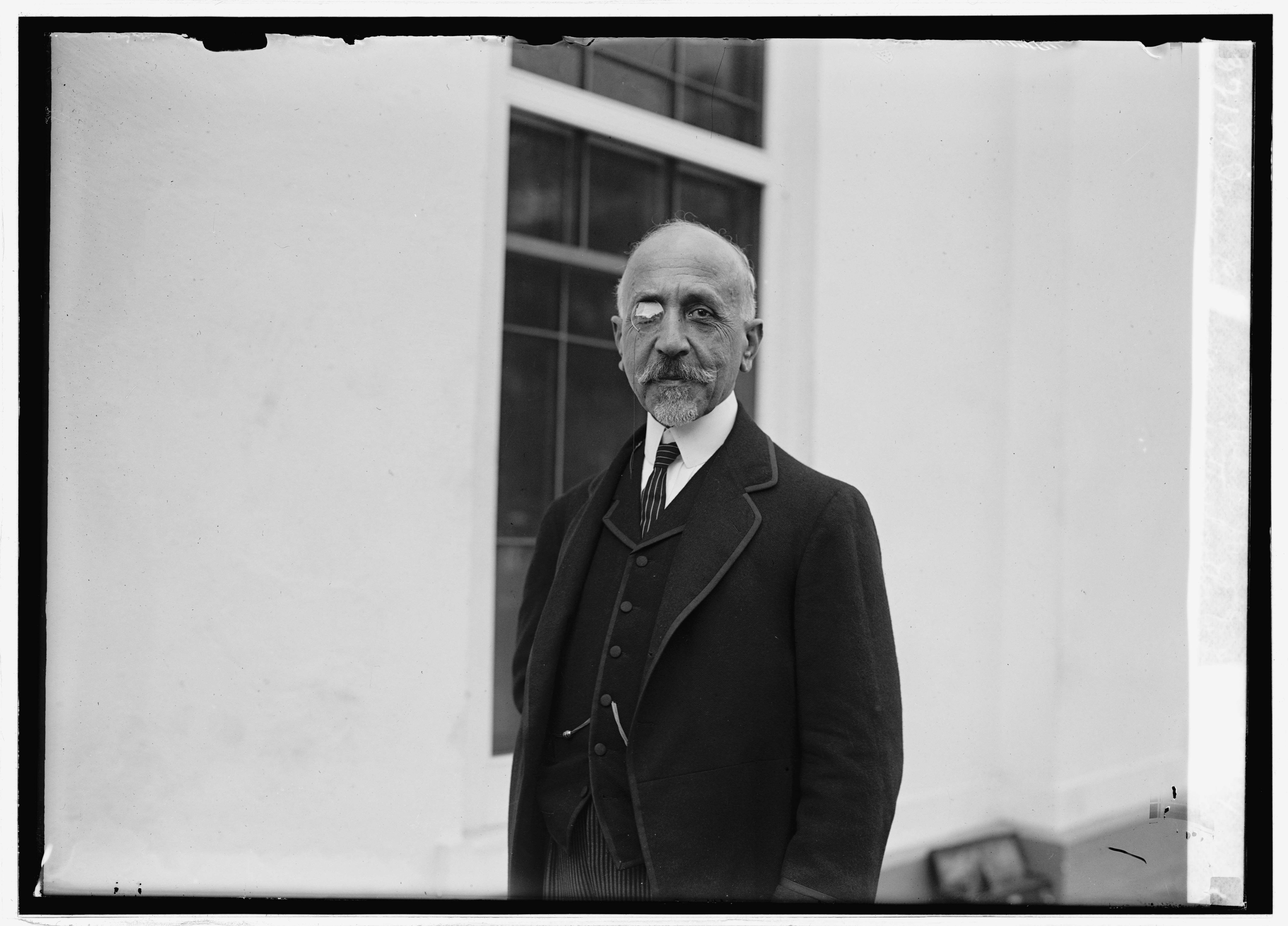
MP Jean Kountouriotis, em trai của Tổng thống Cộng hòa Hy Lạp II, Pavlos Kountouriotis tại Nhà Trắng năm 1924

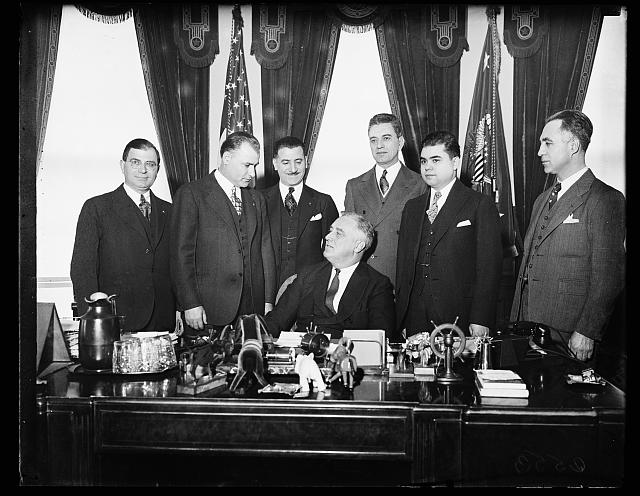
Tổng thống Roosevelt trong cuộc họp với các thành viên của tổ chức AHEPA năm 1936

Hoa Kỳ đã tích cực trong việc cung cấp viện trợ nhân đạo cho Hy Lạp sau sự tàn phá mà nước này phải chịu đựng trong Thế Chiến I.
Trong Thế Chiến II, Hoa Kỳ phản đối kế hoạch của Anh Quốc để khôi phục vua George II của Hy Lạp lên ngai vàng vì ông gắn liền với chủ nghĩa phát xít. Thay vào đó, Hoa Kỳ đã giúp thiết lập một chế độ nhiếp chính, trong khi họ không phản đối nỗ lực của Anh để đánh bại quân nổi dậy cộng sản.
Người Anh đã đóng một vai trò hàng đầu trong việc giúp chính phủ Hy Lạp chống lại cuộc nổi dậy. Khi cuộc khủng hoảng tài chính buộc phải cắt giảm, người Anh đã chuyển vai trò đó sang Hoa Kỳ vào năm 1947 cho đến khi cuộc nội chiến kết thúc năm 1949.

### Học thuyết Truman
Mặc dù Hoa Kỳ đã phần lớn bỏ qua Hy Lạp bởi vì nó đã ở trong lãnh thổ Anh, nó cho vay 25 triệu đô la một cách dễ dàng vào năm 1946. Tuy nhiên, nó phàn nàn rằng hệ thống tài chính của nó là hỗn loạn. Cuộc bầu cử tẩy chay ở bên trái vào tháng 3 năm 1946 đã được tổ chức dưới sự giám sát quốc tế. Mỹ đánh giá họ công bằng và ủng hộ chính phủ bảo thủ mới, như nó đã làm toàn dân đầu phiếu mang lại cho vua George II. Đằng sau hậu trường, các nhà ngoại giao Mỹ cố gắng thuyết phục chính phủ chấm dứt tham nhũng. Cuộc chiến nổ ra vào năm 1946, với yếu tố cộng sản nhận vũ khí và căn cứ hỗ trợ trên biên giới ở Nam Tư. London bí mật thông báo cho Washington vào tháng 2 năm 1947 rằng kinh phí của nó sẽ hết trong vài tuần tới. Một cuộc khủng hoảng đã có mặt và Hoa Kỳ quyết định hành động dứt khoát.
Lãnh đạo hành chính, tin rằng Đông Địa Trung Hải đã chín muồi cho một cuộc tiếp quản Cộng sản vũ trang kể từ khi Anh phải rút quân và tiền của họ từ Hy Lạp. Trong Nội chiến Hy Lạp, các đảng viên cộng sản, những người đã được tổ chức để chiến đấu chống lại người Đức, được 1946 ủng hộ mạnh mẽ bởi Nam Tư nhưng không nhận được sự hỗ trợ từ Liên Xô. Nếu những người Cộng sản thắng, Thổ Nhĩ Kỳ, với đội quân lớn nhưng yếu và cổ kính của họ, sẽ có nguy cơ thất bại rất cao.
Truman đã giành được hỗ trợ lưỡng đảng vào tháng 3 năm 1947 cho Học thuyết Truman, đã tài trợ 300 triệu đô la Mỹ cho quân sự và kinh tế cho Hy Lạp và 100 triệu đô la Mỹ cho Thổ Nhĩ Kỳ. "Họ đã được tài trợ, không phải khoản vay." Truman tuyên bố Quốc hội vào ngày 12 tháng 3 năm 1947.
| “ | Chính sách của Hoa Kỳ là để hỗ trợ các dân tộc tự do, những người chống lại sự cố gắng của những người thiểu số vũ trang hoặc bởi áp lực bên ngoài." | ” |

Trong một ý nghĩa lớn hơn, Học thuyết Truman đã chính thức hóa một chính sách ngăn chặn Liên Xô, trong đó Hoa Kỳ sẽ phản đối sự lan rộng hơn nữa của chủ nghĩa cộng sản. Chính sách này có nghĩa là từ chối bất kỳ chiến lược khôi phục nào để chấm dứt quy tắc cộng sản nơi nó đã tồn tại.
Sự chia rẽ của Tito với Stalin và viện trợ từ Mỹ đã giúp chính phủ Hy Lạp tồn tại; đến năm 1949, quân chính phủ Hy Lạp đã thắng cuộc nội chiến. Quân đội Mỹ và viện trợ kinh tế cho Thổ Nhĩ Kỳ cũng phát huy được sự hiệu quả. Thổ Nhĩ Kỳ đã không có một cuộc nội chiến và được tài trợ rất nhiều vào những năm 1950. Cả hai nước đã gia nhập NATO vào năm 1952, Hoa Kỳ đã cung cấp cho Hy Lạp khoản hỗ trợ kinh tế và an ninh trị giá hơn 11,1 tỷ đô la sau năm 1946. Các chương trình kinh tế đã bị loại bỏ vào năm 1962, nhưng vẫn tiếp tục hỗ trợ quân sự. Trong năm những năm 1995, Hy Lạp là nước nhận hỗ trợ an ninh lớn thứ tư của Hoa Kỳ, nhận khoản vay trị giá 255,15 triệu đô la Mỹ trong tài trợ quân sự nước ngoài..
Năm 1953, thỏa thuận hợp tác quốc phòng đầu tiên giữa Hoa Kỳ và Hy Lạp đã được ký kết, cung cấp cho việc thành lập và hoạt động của các cơ sở quân sự Mỹ trên lãnh thổ Hy Lạp. "Thỏa thuận hợp tác quốc phòng lẫn nhau" hiện tại cung cấp sự hỗ trợ quân sự liên tục của Hoa Kỳ cho Hy Lạp và hoạt động của Hoa Kỳ của một cơ sở quân sự lớn tại Vịnh Souda, Crete.

### Bức tượng Truman ở Athens
Bức tượng đồng Harry Truman cao 12 foot được dựng lên ở Athens năm 1963, với sự giúp đỡ của người Mỹ gốc Hy Lạp. Nó là một trong tám bức tượng của tổng thống Mỹ bên ngoài nước Mỹ. Bức tượng đã là một điểm nhấn của chủ nghĩa chống Mỹ ở Hy Lạp. Nó đã bị lật đổ nhiều lần, sơn và phá hoại. Vào tháng 3 năm 1986 nó đã bị phá hủy bởi một vụ đánh bom nổ bởi một nhóm xem nó như là một biểu tượng của chủ nghĩa đế quốc Mỹ. Bức tượng được chính phủ khôi phục trong vòng một năm, mặc dù ban đầu nó bị từ chối bởi Hội đồng Thành phố Athens. Gần đây vào tháng 4 năm 2018, một nhóm học sinh đã cố gắng lật đổ bức tượng trong một cuộc phản đối chống Mỹ, nhưng đã bị cảnh sát chống bạo động ngăn chặn.

## Thương mại và Đầu tư trực tiếp Nước ngoài

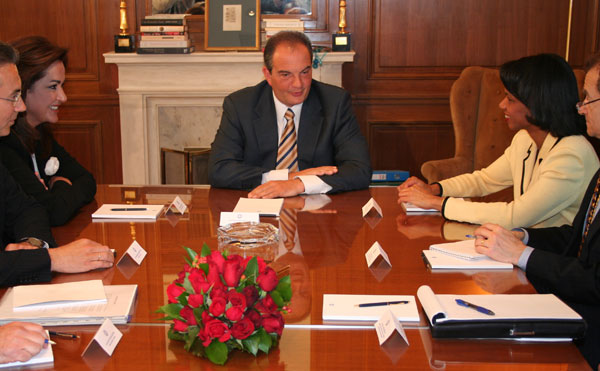
Cuộc họp của Ngoại trưởng Mỹ Condoleezza Rice, Ngoại trưởng Hy Lạp Dora Bakoyannis (trái) và Thủ tướng Hy Lạp Costas Karamanlis (trung tâm) tại Maximos Palace ở Athens

Các sản phẩm Hy Lạp xuất khẩu sang Hoa Kỳ chủ yếu là liên quan đến sản phẩm dầu mỏ, xi măng, thuốc lá, sản phẩm lông thú, dầu ô liu, đá cẩm thạch, quần áo, sản phẩm thép, ống và các sản phẩm chịu lửa. Mặt khác, nhập khẩu của Hoa Kỳ vào Hy Lạp chủ yếu là các sản phẩm công nghiệp và nông nghiệp và máy móc, thiết bị viễn thông, máy tính và thiết bị điện tử, gỗ, dược phẩm và dược phẩm, máy móc và linh kiện, da và bột gỗ. Mặc dù Hoa Kỳ áp đặt các hạn chế đối với việc nhập khẩu một số sản phẩm nông nghiệp tươi hoặc chế biến nhất định, hoàn toàn có thể tự do bán các sản phẩm công nghiệp Hy Lạp trên toàn bộ thị trường Hoa Kỳ. Hiệp định EU-Hoa Kỳ đã ký vào tháng 5 năm 1993 cho phép các doanh nghiệp Hy Lạp tiếp cận các hợp đồng công khai của Hoa Kỳ. Thương mại giữa hai nước lên đến gần một tỷ đô la Mỹ trong năm 2010. Do cuộc khủng hoảng tài chính thế giới năm 2008 đã ảnh hưởng tiêu cực đến nền kinh tế Hy Lạp, hàng ngàn công ty Mỹ đã chuyển các hoạt động sản xuất của họ từ các nước Balkan khác và Ý sang Hy Lạp do chi phí sản xuất thấp hơn. Ủy ban Hợp tác Kinh tế và Thương mại Hy Lạp - Hoa Kỳ (ECCC) hiện đang làm việc để mở rộng quy mô thương mại và hợp tác song phương, và mở rộng thị trường của họ ở Đông Nam Châu Âu, Biển Đen và Trung Đông.

## Hợp tác Quân sự

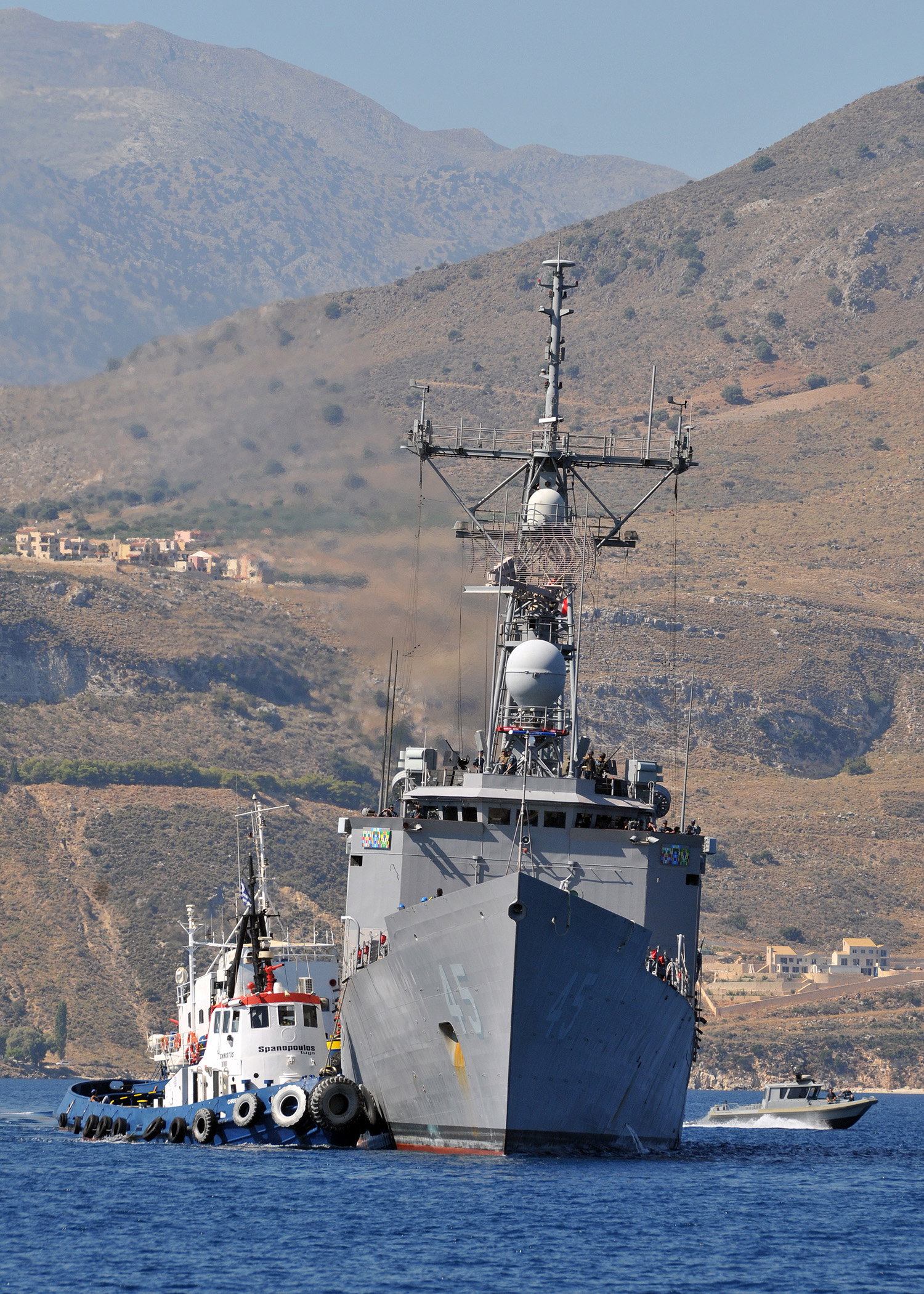
Tàu khu trục tên lửa dẫn đường Oliver Hazard Perry USS De Wert (FFG 45) đã đến thăm cảng ở đảo Crete của Hy Lạp vào ngày 24 tháng 8 năm 2011

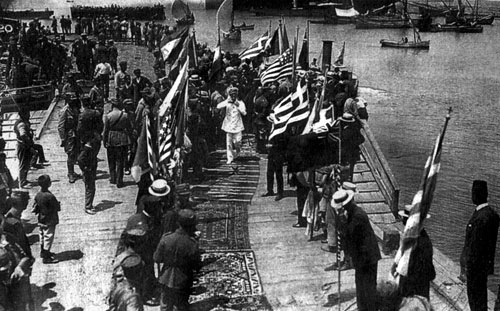
Quân đội Mỹ và Hy Lạp đổ bộ vào Bandirma trong các hoạt động quân sự tháng 7 năm 1920.

Quan hệ quân sự Hy Lạp - Hoa Kỳ là quan hệ quân sự có thể có từ đầu thế kỷ 19 khi người Hy Lạp đang chiến đấu vì sự độc lập của họ chống lại Đế chế Ottoman. Trong phong trào triết học, hai quốc gia đã tìm thấy sự phổ biến dưới giá trị tự do và dân chủ của họ, trong khi nhiều triết gia người Mỹ cũng đã giúp đỡ ở Hy Lạp.
Sự hợp tác quân sự xuất phát từ các cuộc chiến tranh như Thế Chiến I và Thế Chiến II đã đặt nền tảng cho hai nước thành các đồng minh vững chắc. Hy Lạp và Hoa Kỳ cũng là đồng minh thông qua Chiến tranh Lạnh cũng như các cuộc xung đột ở Bosnia, Kosovo và Afghanistan trong thế kỷ trước.
Thỏa thuận hợp tác công nghiệp Quân sự Hoa Kỳ - Hy Lạp được ký vào ngày 8, năm 1983, quy định quốc phòng và quân sự giữa Hoa Kỳ và Hy Lạp. Thỏa thuận đã được mở rộng trong năm 2015. Trong quá trình hợp tác chiến tranh vùng Vịnh, tăng cường mối quan hệ giữa Hoa Kỳ và Hy Lạp, khi Hy Lạp đã gửi hỗ trợ quân sự và y tế cho các lực lượng Mỹ trong vùng Vịnh. Tháng 5 năm 1995, Bộ Quốc phòng Hy Lạp đã tổ chức các cuộc tập trận quân sự "NEW SPIRIT 95" trong khu vực Karditsa như một phương tiện để thúc đẩy hợp tác quân sự giữa Hy Lạp, Albania, Romania, Bulgaria và Hoa Kỳ. Song song, trao đổi các chuyến thăm giữa các quan chức chính trị và quân sự cấp cao với hai nước như Condoleezza Rice để Athens tăng cường hợp tác giữa Hoa Kỳ và Hy Lạp trong các lĩnh vực chống khủng bố và chiến tranh chống ma túy. Ngoài ra cảng Thessaloniki mở cửa cho các bài tập của NATO ở Đông Địa Trung Hải và Hy Lạp đã đóng góp chính cho các hoạt động của NATO tại Afghanistan, bao gồm chống khủng bố và các nỗ lực chống cướp biển. Hoa Kỳ và Hy Lạp cũng là đồng minh trong cuộc chiến tranh chống khủng bố và đang hợp tác chặt chẽ trong liên minh chống lại Nhà nước Hồi giáo Iraq và Levant (ISIL), với Hy Lạp cung cấp hỗ trợ kỹ thuật và vũ khí cho liên minh do Mỹ dẫn đầu trong nỗ lực đẩy ISIL ra khỏi Iraq và Syria.
Quân đội của hai nước, lực lượng Vũ trang Hoa Kỳ và lực lượng Vũ trang Hy Lạp, cũng tham gia vào các cuộc tập trận quân sự quy mô lớn đang diễn ra tại khu vực Địa Trung Hải, trong khi Crete là căn cứ hải quân tại Souda Bay ở hy Lạp, phục vụ như người lớn nhất và nổi bật nhất căn cứ hải quân của Hoa Kỳ ở phía đông Địa Trung Hải. Ngoài ra, căn cứ Souda Bay có cảng nước sâu duy nhất trong toàn bộ khu vực Nam Âu và Địa Trung Hải phù hợp và có khả năng duy trì các tàu sân bay lớn nhất, tạo tầm quan trọng sống còn đối với an ninh rộng lớn hơn trong khu vực. các tùy chọn có sẵn cho Hải quân Hoa Kỳ là Norfolk ở Hoa Kỳ và Dubai ở Vịnh Ba Tư.

## Các cơ quan đại diện ngoại giao của hai nước

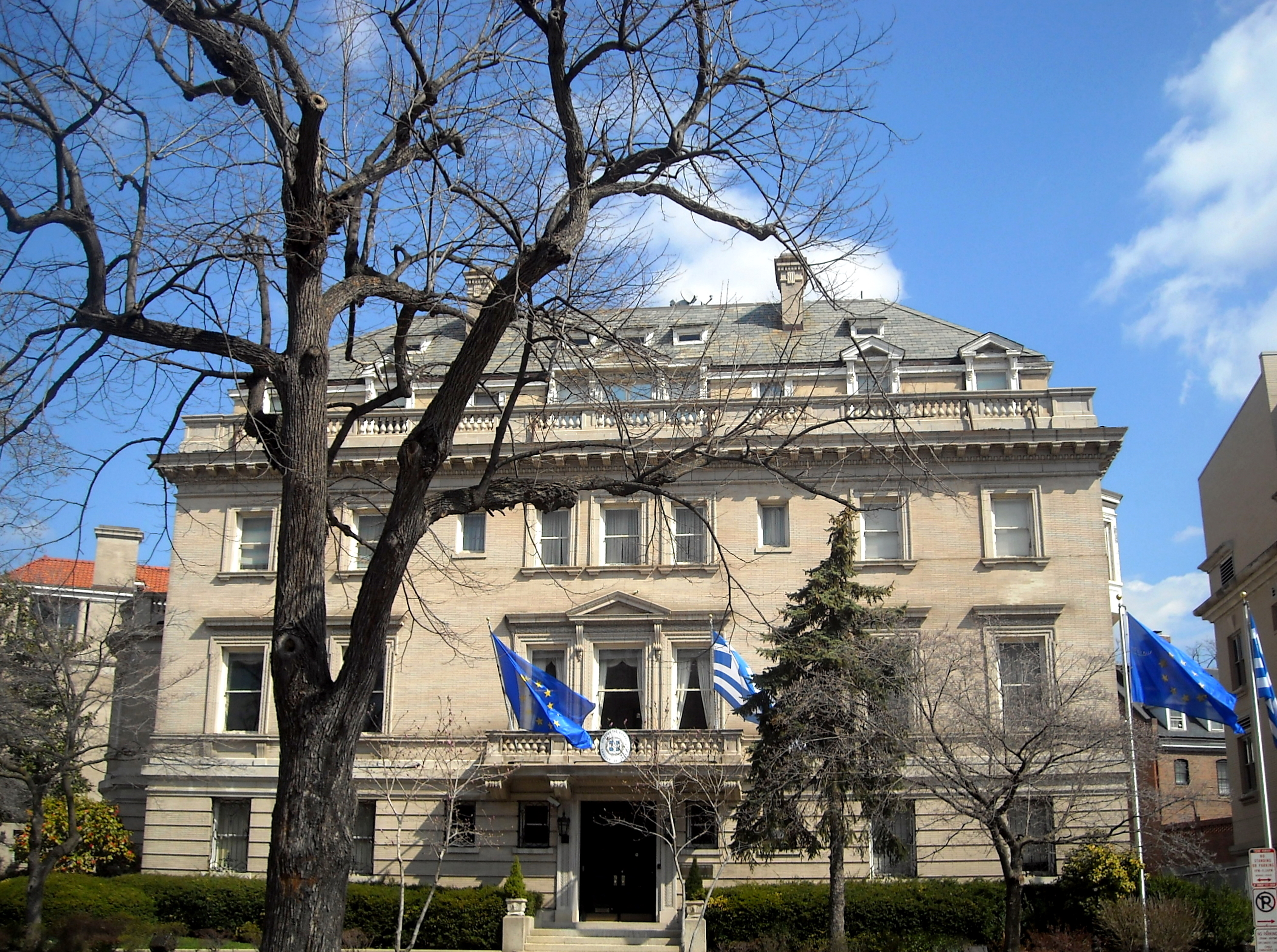
Đại sứ quán Hy Lạp ở Washington D.C, Hoa Kỳ

Hy Lạp chính thức được đại diện tại Hoa Kỳ thông qua đại sứ quán tại Washington, D.C và lãnh sự quán tại các thành phố Atlanta, Boston, Chicago, Los Angeles, New Orleans, thành phố New York, Houston và San Francisco. Hoa Kỳ có một đại sứ quán ở Athens và một tổng lãnh sự quán ở Thessaloniki. Cả Hoa Kỳ và Hy Lạp đều là thành viên của nhiều tổ chức quốc tế quan trọng nhất là Liên Hợp Quốc, Tổ chức Hiệp ước Bắc Đại Tây Dương, Hội đồng Hợp tác Euro-Atlantic, Tổ chức An ninh và Hợp tác Châu Âu, Tổ chức Hợp tác Kinh tế và Phát triển, Quỹ Tiền tệ Quốc tế, Ngân hàng Thế giới và Tổ chức Thương mại Thế giới. Ngoài ra Hy Lạp đã là một người quan sát thường trực đối với Tổ chức các quốc gia Mỹ.

## Các cộng đồng người Mỹ gốc Hy Lạp

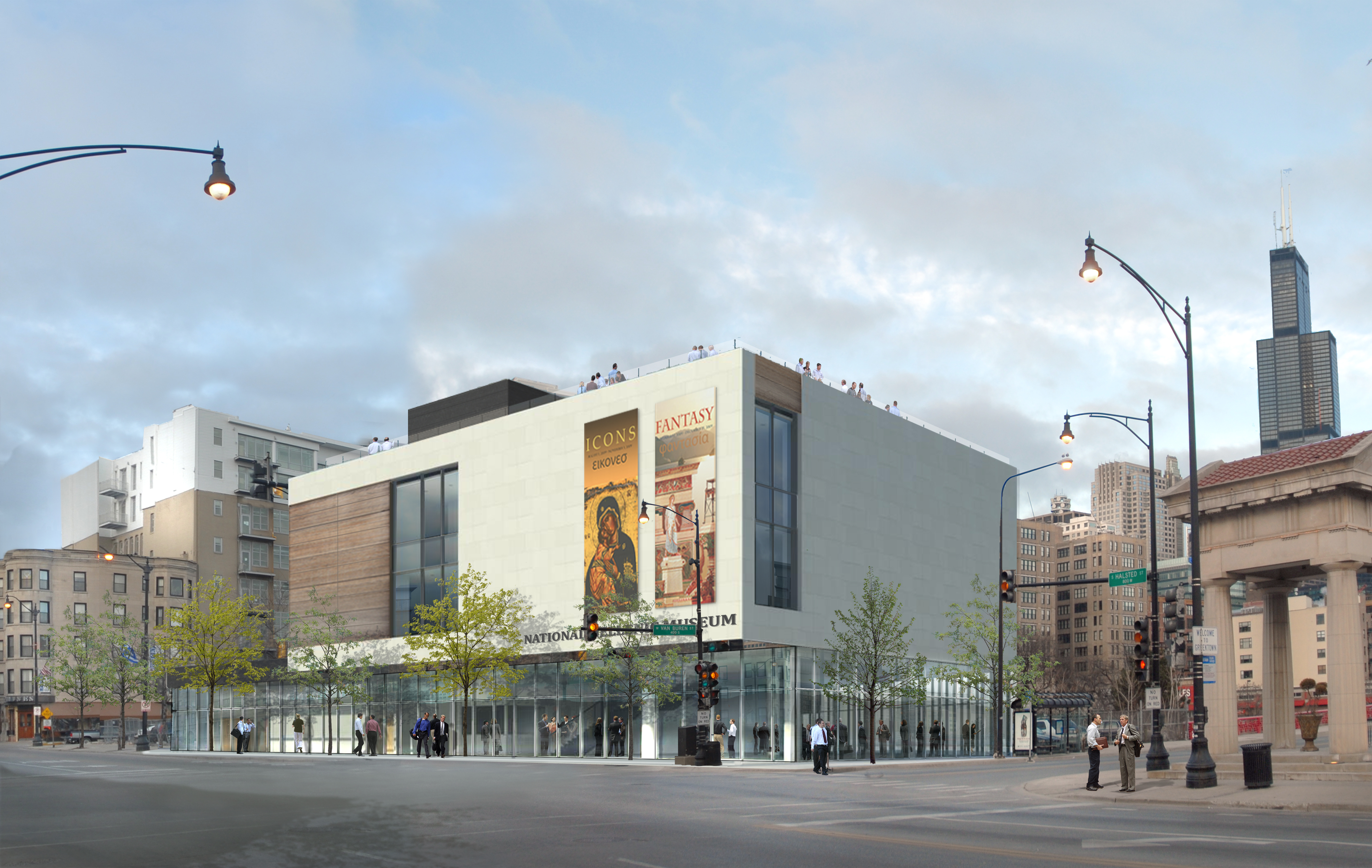
Bảo tàng Hy Lạp mới, Chicago

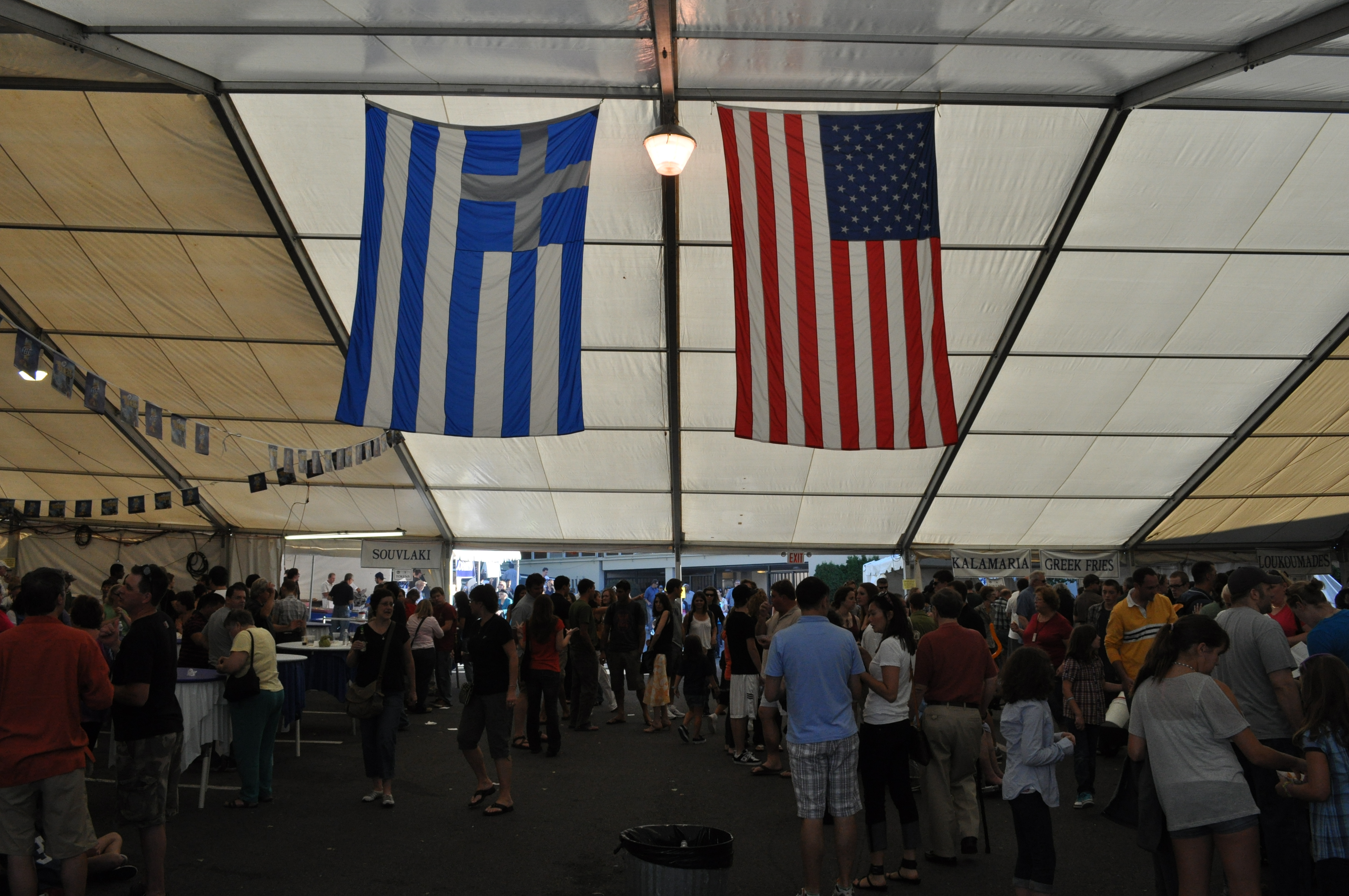
Lễ hội của người Hy Lạp tại nhà thờ Orthodox Church tại Seattle

Những người nhập cư Hy Lạp sớm nhất có niên đại từ những năm 1760, mặc dù cộng đồng Hy Lạp quan trọng đầu tiên không được thành lập cho đến những năm 1850 ở New Orleans, LA. Lãnh sự quán Hy Lạp đầu tiên và Giáo hội Chính thống Hy Lạp ở Mỹ cũng được thành lập ở New Orleans. Nhập cư của người Hy Lạp vào Mỹ đã ở đỉnh cao vào năm 1945 sau khi thiệt hại của các cuộc chiến tranh thế giới và cuộc nội chiến Hy Lạp đã để lại nền kinh tế của họ trong đống đổ nát. Sau khi nhập viện Hy Lạp vào EU năm 1981, nhập cư người Hy Lạp vào Mỹ giảm mạnh. Tính đến năm 1999 đã có 72.000 người Mỹ gốc Hy Lạp đã di cư sang Hy Lạp, nhưng bây giờ con số đó có thể là tối thiểu do cuộc khủng hoảng kinh tế hiện nay ở EU và Hy Lạp.

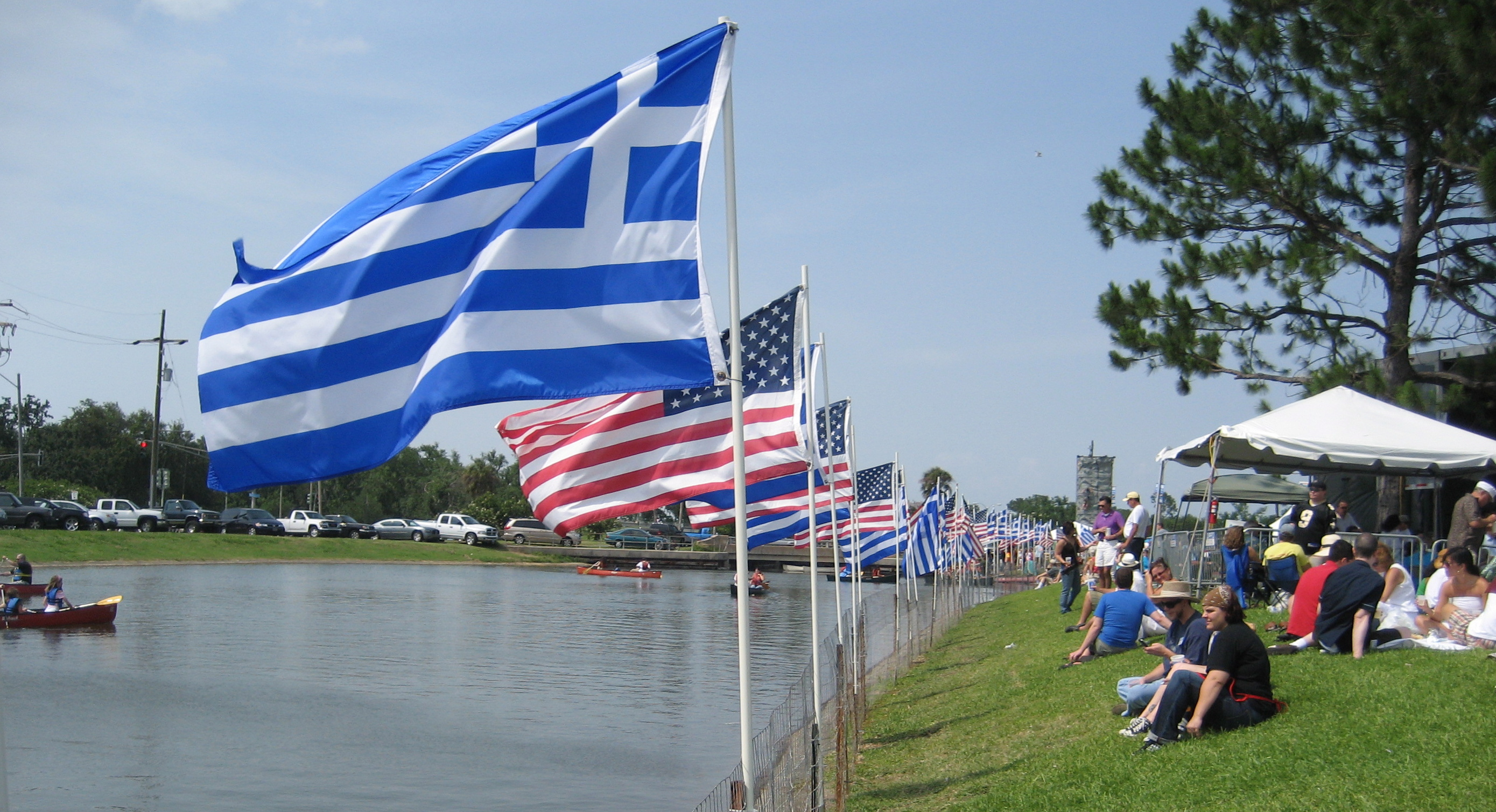
Lễ hội của người Hy Lạp ở New Orleans

Cuộc điều tra dân số năm 2000 của Hoa Kỳ cho thấy 1.153.295 người Hy Lạp sống ở Mỹ. Khoảng 3 triệu người Mỹ là người gốc Hy Lạp. Người Mỹ gốc Hy Lạp là một cộng đồng được thành lập và được tổ chức tốt ở Mỹ (một số chính trị gia nổi tiếng, bao gồm cựu phó tổng thống Spiro Agnew, và Thượng nghị sĩ Olympia Snowe, Paul Sarbanes và Paul Tsongas là tổ tiên của Hy Lạp. Thống đốc Michael Dukakis), và họ giúp củng cố quan hệ chính trị và văn hóa chặt chẽ với Hy Lạp. Có một số nhóm vận động chính trị được thành lập bởi người Mỹ gốc Hy Lạp tìm cách mang lại nhận thức về các vấn đề kinh tế và công cộng đang diễn ra ở Hy Lạp. Hội đồng Hy Lạp-Hoa Kỳ đã hoạt động từ năm 1974. Liên đoàn các Hiệp hội Hy Lạp của Greater New York đã được phục vụ lâu hơn, kể từ năm 1938, và tương tự như vậy tìm cách tăng cường cộng đồng Hy Lạp-Mỹ ở New York bằng cách là một tiếng nói cho người Hy Lạp.

### Nhà sảnh Hy Lạpở Hoa Kỳ
Một nhóm các luật sư người Mỹ gốc Hy Lạp, vận động hành lang, quan hệ công chúng đang làm việc theo Viện Hellenic Mỹ để thúc đẩy lợi ích quốc gia của Hy Lạp trong Quốc hội Hoa Kỳ cùng với các hành lang quốc gia khác tại Hoa Kỳ, quan trọng nhất là tiền sảnh Israel và ở một mức độ thấp hơn là tiền sảnh Armenia.

## Các chuyến thăm
| Khách                                    | Chủ nhà                               | Nơi diễn ra cuộc gặp (chuyến thăm) | Ngày diễn ra cuộc gặp (chuyến thăm) |
| ---------------------------------------- | ------------------------------------- | ---------------------------------- | ----------------------------------- |
| Tổng thống Dwight D. Eisenhower          | Thủ tướng Konstantinos Karamanlis     | Maximos Mansion, Athena            | 14-15 tháng 12 năm 1959             |
| Tổng thống George H. W. Bush             | Thủ tướng Konstantinos Mitsotakis     | Maximos Mansion, Athena            | 18-20 tháng 7 năm 1991              |
| Tổng thống Bill Clinton                  | Thủ tướng Costas Simitis              | Maximos Mansion, Athena            | 19–20 tháng 11 năm 1999             |
| Thủ tướng Costas Simitis                 | Tổng thống George W. Bush             | Nhà Trắng, Washington, D.C.        | Tháng 1, 2002                       |
| Thủ tướng Kostas Karamanlis              | Tổng thống George W. Bush             | Thành phố New York                 | 18-23 tháng 5 năm 2004              |
| Bộ trưởng Ngoại giao Condoleezza Rice    | Bộ trưởng Ngoại giao Dora Bakoyannis  | Maximos Mansion, Athena            | Tháng 4, 2006                       |
| Thủ tướng George Papandreou              | Tổng thống Barack Obama               | Nhà Trắng, Washington, D.C.        | Tháng 3, 2010                       |
| United States Vice Tổng thống Joe Biden  | Thủ tướng Antonis Samaras             | Maximos Mansion, Athena            | Tháng 6, 2011                       |
| Bộ trưởng Tài chính Jack Lew             | Bộ trưởng Tài chính Yannis Stournaras | Athena                             | Tháng 6, 2013                       |
| Thủ tướng Antonis Samaras                | Tổng thống Barack Obama               | Nhà Trắng, Washington, D.C.        | Tháng 8, 2013                       |
| Bộ trưởng Ngoại giao Evangelos Venizelos | Bộ trưởng Ngoại giao John Kerry       | Bộ Ngoại giao, Washington, D.C.    | Tháng 8, 2013                       |
| Thủ tướng Alexis Tsipras                 | Tổng thống Barack Obama               | Thành phố New York                 | Tháng 9, 2015                       |
| Bộ trưởng Ngoại giao John Kerry          | Bộ trưởng Ngoại giao Nikos Kotzias    | Athena                             | Tháng 12, 2015                      |
| Bộ trưởng Tài chính Jack Lew             | Bộ trưởng Tài chính Euclid Tsakalotos | Athena                             | Tháng 7, 2016                       |
| Tổng thống Barack Obama                  | Thủ tướng Alexis Tsipras              | Maximos Mansion, Athena            | 15-16 tháng 11 năm 2016             |
| Thủ tướng Alexis Tsipras                 | Tổng thống Donald Trump               | Nhà Trắng, Washington, D.C.        | 17 tháng 10 năm 2017                |